# Kulasjärvi (Gällivare socken, Lappland, 748314-173435)
Kulasjärvi är en sjö i Gällivare kommun i Lappland och ingår i Kalixälvens huvudavrinningsområde.